# Battalions of Fear
Battalions of Fear è l'album di debutto per la band power metal tedesca Blind Guardian. Pubblicato nel 1988 dalla No Remorse Records, è stato ristampato nel 1991 dalla Virgin Records.

## Il disco
È un album tipicamente speed metal ispirato ai lavori degli Helloween (del cui ex-chitarrista Kai Hansen per altro erano molto amici) di quegli anni. Al contrario dei lavori successivi, Battalions of Fear ha un sound piuttosto grezzo e poco raffinato, dovuto ad una produzione non eccellente e al fatto che i Blind Guardian erano ancora legati al tradizionale sound graffiante del metal tedesco degli Anni Ottanta. I disegni di copertina sono di Van Waay Design.
L'album in questione è stato ristampato, in versione rimasterizzata, dalla Virgin Records nel corso del 2007. Come bonus è stato inserito il primo demo dei Lucifer's Heritage, gruppo pre-Blind Guardian, Symphonies of Doom.

## Tracce
1. Majesty – 7:28
2. Guardian of the Blind – 5:09
3. Trial by the Archon – 1:41
4. Wizard's Crown – 3:48
5. Run for the Night – 3:33
6. The Martyr – 6:14
7. Battalions of Fear – 6:06
8. By the Gates of Moria – 2:52
9. Gandalf's Rebirth – 2:10

## Curiosità
- Il penultimo pezzo dell'album, By the Gates of Moria, presenta evidenti richiami al quarto movimento della Sinfonia dal nuovo mondo di Antonín Dvořák. Anche il gruppo metal Rhapsody of Fire ha utilizzato questo tema nell'ultima traccia del suo quarto disco, Wizard's Last Rhymes da Rain of a Thousand Flames.
- Le tracce By the Gates of Moria, Majesty, Run for the Night e Gandalf's Rebirth sono ispirate al romanzo di J. R. R. Tolkien Il Signore degli Anelli.
- La traccia Guardian of the Blind è ispirata a It, famoso romanzo di Stephen King.
- La title track fa riferimento alla politica del presidente americano Ronald Reagan e al progetto SDI (Strategic Defense Initiative), ribattezzato in seguito Star Wars, che prevedeva un sistema missilistico con basi a terra e in orbita per la difesa contro attacchi balistici e/o nucleari.
- La traccia The Martyr narra in sintesi la vita di Gesù Cristo.
- La traccia Wizard's Crown è pesantemente ispirata al sound di Walls of Jericho, primo album della band power metal tedesca Helloween e parla del famoso esoterista Aleister Crowley.

## Formazione
- Hansi Kürsch - voce, basso
- André Olbrich - chitarra solista
- Marcus Siepen - chitarra ritmica
- Thomas Stauch - batteria